# Kuczum
Kuczum, Kyczym lub Kuczuma (zm. ok. 1600) – ostatni chan Chanatu Syberyjskiego, syn Murtazy z dynastii Szejbanidów.
W 1563, po dziewięciu latach walk, po zgładzeniu w odwecie za śmierć dziadka swego poprzednika Jedigera zagarnął władzę w państwie. Od 1571 zaprzestał składania Rosji daniny, a w dwa lata później zaatakował Perm. Spowodowało to trwające od 1579 najazdy Kozaków pod dowództwem Jermaka Timofiejewicza.
Po utracie jesienią 1582 stolicy chanatu, Kaszłyku, nadal prowadził uporczywą walkę, w której w 1585 poległ Jermak, a stolica została przejściowo odzyskana. Do 1589 wojska rosyjskie dokonały jednak ostatecznego podboju chanatu, a Kuczum musiał się wycofać na terytorium Ordy Nogajskiej w obecnym Kazachstanie. Prowadząc walkę o odzyskanie państwa, został ostatecznie pokonany przez gubernatora Andrieja Wojejkowa w 1598, a większość jego rodziny dostała się do niewoli. Zamordowany przez Nogajów około 1600. Ci z potomków Kuczuma, którzy uniknęli rosyjskiej niewoli, prowadzili walki partyzanckie do ok. 1650.
Kuczum jest bohaterem licznych pieśni i legend tatarskich i rosyjskich.